# Никульчинский могильник
Нику́льчинский моги́льник — археологический памятник, древнерусский могильник XII-XV веков. Располагается в Слободском районе Кировской области.
Никульчинский могильник располагается в 150 м к юго-западу от большого вала Никульчинского городища и в 170 м к западу от второго поселения, на территории села. Никаких внешних признаков могильника не сохранилось. О находках костяков во время земляных работ сообщали местные жители. Раскопки на могильнике проводил Л. П. Гуссаковский: в 1958 году было выявлено одно захоронение, а в 1960 — ещё 15.
На могильнике обнаружено 5 рядов погребений, умершие лежали в неглубоких (около 1 м) ямах головами на запад или юго-запад. Вещей при них не обнаружено. В одной могиле (№ 6) найдено скопление угля — вероятно, признак сохранившегося ещё языческого обряда трупосожжения. О языческих же суевериях, возможно, свидетельствует ещё одно захоронение (№ 15), в котором умерший лежал с согнутыми в коленях ногами и слегка привалившись на левый бок. Учёные полагают, что такое положение скелета произошло от связывания или же помещения покойного в мешок с целью обезопаситься от козней шамана-волхва после его смерти.
Судя по всему, на этом кладбище хоронили своих умерших жители Никульчинского городища, поэтому вполне уместно датировать могильник тем же временем — XII-XV веками.